# Gerhard Heimerl

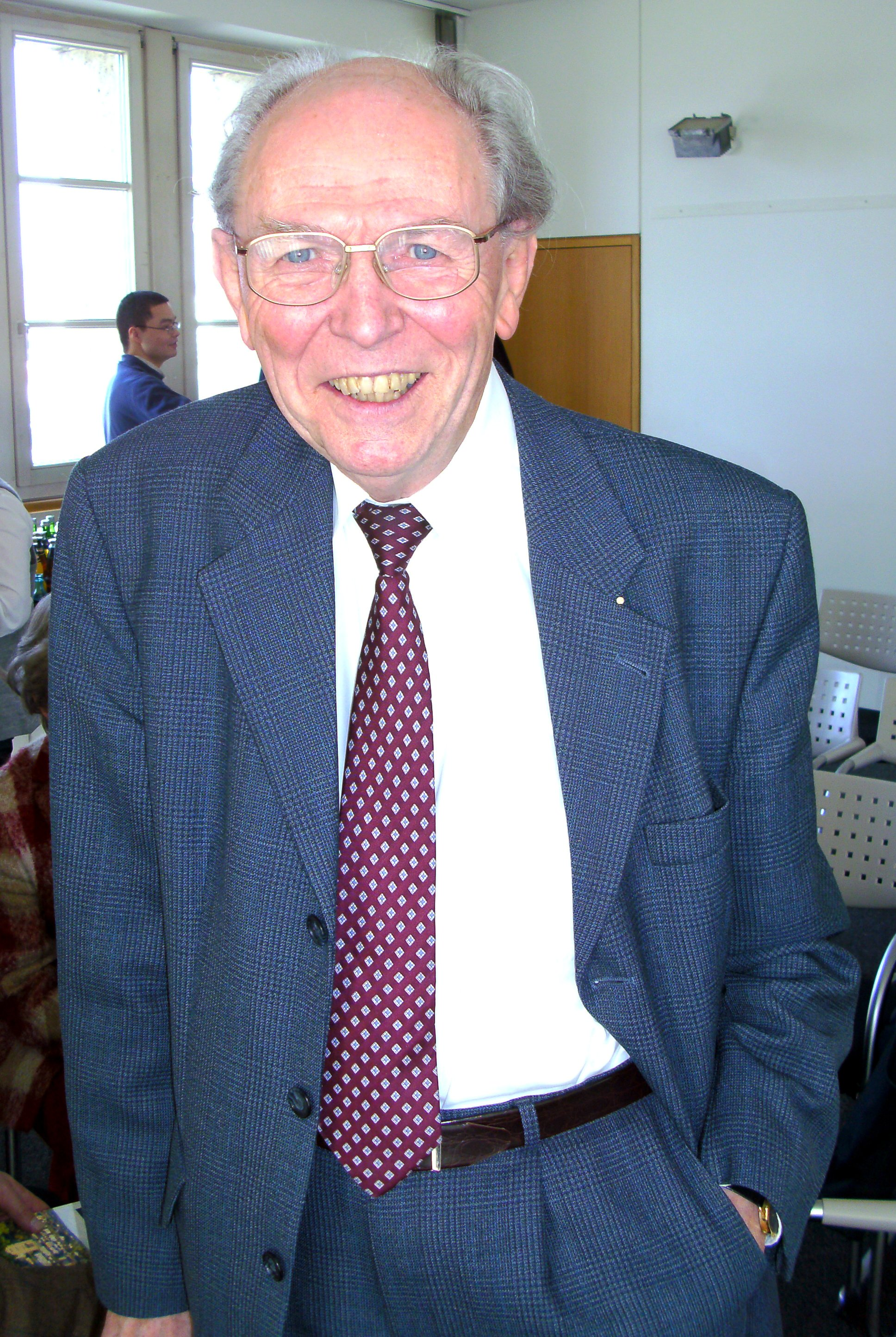
Gerhard Heimerl im März 2011

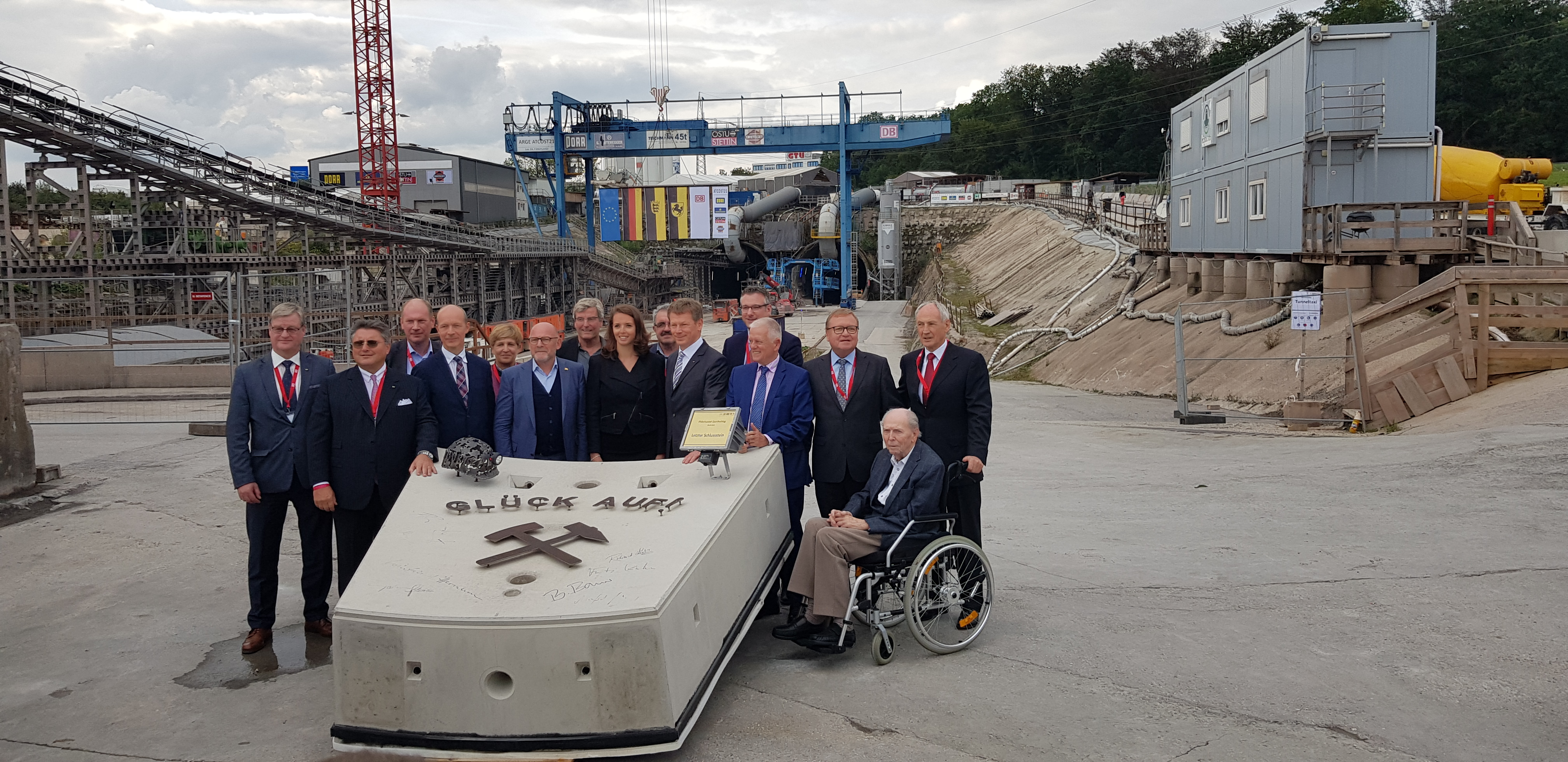
Heimerl (vorne rechts im Rollstuhl) bei einer Feier am Fildertunnel im September 2019

Gerhard Heimerl (* 16. Oktober 1933 in Neudorf bei Marienbad, Tschechoslowakei; † 2. Juni 2021 in Stuttgart) war ein deutscher Verkehrswissenschaftler. Er war Professor für Eisenbahnwesen an der Universität Stuttgart. Zu seinen wissenschaftlichen Schwerpunkten zählten das Eisenbahnwesen und insbesondere die Verkehrswirtschaft.
Er erarbeitete die 1988 vorgestellte so genannte Heimerl-Trasse (Neubaustrecke Wendlingen–Ulm) als Alternative für die Ausbaustrecke/Neubaustrecke Plochingen–Günzburg. Daraus ging letztlich das 1994 als Stuttgart 21 vorgestellte Verkehrskonzept hervor.

## Werdegang
Gerhard Heimerl studierte nach dem Abitur in Kronach (Oberfranken) bis 1958 an der TH München Bauingenieurwesen. Dort wurde er 1954 Mitglied der Studentenvereinigung Polytechnischer Club, heute Münchener Burschenschaft Franco-Bavaria. Später wurde er auch Mitglied der Burschenschaft Hilaritas Stuttgart. In beiden Studentenverbindungen bekleidete er mehrere Ehrenämter. 1958 trat er in den Dienst der Deutschen Bundesbahn. 1961 kam er als Assistent von Professor Walther Lambert an die TH Stuttgart, wo er 1964 seine Promotion abschloss. Von 1964 bis 1973 war er für die Deutsche Bundesbahn tätig. Dabei war er auch zeitweise Bahnhofsvorsteher in Nagold. Nach Tätigkeiten im Bereich der Bundesbahndirektionen Stuttgart, Augsburg, Nürnberg, beim Bundesverkehrsministerium in Bonn sowie bei der Bundesbahnzentrale in Frankfurt, von wo aus er auch beim Internationalen Eisenbahnverband (UIC) in Paris mitarbeitete, wurde er 1973 an die Universität Stuttgart berufen. 1975 folgte er Professor Lambert auch als Direktor des Verkehrswissenschaftlichen Instituts, das er bis zu seiner Emeritierung 2000 leitete. Sein Nachfolger wurde Ullrich Martin.
Im Februar 1994 kandidierte er für den Posten des Rektors der Universität Stuttgart, unterlag jedoch gegen Amtsinhaberin Heide Ziegler. Die Sudetendeutsche Akademie der Wissenschaften und Künste berief ihn 2009 zum ordentlichen Mitglied der Naturwissenschaftlichen Klasse.
Von 2000 bis 2003 war er Präsident der Deutschen Verkehrswissenschaftlichen Gesellschaft.

## Tätigkeiten
Mit dem Namen Gerhard Heimerl sind zahlreiche Arbeiten und Untersuchungen aus dem Bereich des öffentlichen Verkehrs verbunden, u. a.
- Anschluss der Universität Stuttgart durch die S-Bahn
- Standardisierte Bewertung von Verkehrswegeinvestitionen
- Untersuchung zu Kapazitätsfragen der Flughäfen Frankfurt und München
- Trassendiskussion zur Neu- und Ausbaustrecke Stuttgart–Augsburg und Stuttgart 21
- Trassendiskussion der S-Bahn im Stadtgebiet Offenbach am Main (City-Tunnel)
- Ammertalbahn (Tübingen-Herrenberg)

## Ehrungen
- 1986: Verdienstkreuz am Bande der Bundesrepublik Deutschland[7]
- 1995: Ehrendoktor der Technischen Universität Dresden[8][7]
- 2000:	Ehrenmitglied der Österreichischen Verkehrswissenschaftlichen Gesellschaft[7]
- 2002:	Verdienstmedaille des Landes Baden-Württemberg[9][7]
- 2002:	Goldene Ehrennadel der Industrie- und Handelskammer Region Stuttgart[7]
- 2003: Goldene Umweltschiene der Vereinigung der höheren Führungskräfte der deutschen Bahnen[7]
- 2004: Ehrenmitglied der DVWG[7]